# Daguan Yuan
Daguan Yuan (kinesiska: 大观园) är en park i Kina. Den ligger i storstadsområdet Peking, i den norra delen av landet, i huvudstaden Peking. Daguan Yuan ligger 50 meter över havet.
Runt Daguan Yuan är det tätbefolkat, med 849 invånare per kvadratkilometer. Närmaste större samhälle är Peking, 5,8 km nordost om Daguan Yuan. Runt Daguan Yuan är det i huvudsak tätbebyggt.
Genomsnittlig årsnederbörd är 694 millimeter. Den regnigaste månaden är juli, med i genomsnitt 226 mm nederbörd, och den torraste är januari, med 2 mm nederbörd.